# Cantón de Cléry-Saint-André
El cantón de Cléry-Saint-André era una división administrativa francesa, que estaba situada en el departamento de Loiret y la región de Centro-Valle de Loira.

## Composición
El cantón estaba formado por cinco comunas:
- Cléry-Saint-André
- Dry
- Jouy-le-Potier
- Mareau-aux-Prés
- Mézières-lez-Cléry

## Supresión del cantón de Cléry-Saint-André
En aplicación del Decreto n.º 2014-244 de 25 de febrero de 2014, el cantón de Cléry-Saint-André fue suprimido el 22 de marzo de 2015 y sus 5 comunas pasaron a formar parte del nuevo cantón de Beaugency.